# Дуб «Золотопотіцький № 2»
Дуб «Золотопоті́цький № 2» — вікове дерево, ботанічна пам'ятка природи місцевого значення в Україні.

## Розташування
Зростає у смт Золотий Потік Бучацького району, у межах приватної садиби.

## Пам'ятка
Оголошений об'єктом природно-заповідного фонду рішенням № 189 виконкому Тернопільської обласної ради від 30 серпня 1990 року. Початкова назва — «Золотопотіцький дуб  2», офіційно перейменована на «Дуб “Золотопотіцький № 2”» рішенням № 75 другої сесії Тернопільської обласної ради шостого скликання від 10 лютого 2016 року.
Перебуває у віданні громадянки М. В. Мулик  на вул. Галицькій, 79.

## Характеристика
Площа 0,01 га.
Під охороною — дуб черещатий віком близько 150 р. та діаметром 96 см, що має науково-пізнавальну та естетичну цінність.

## Світлини

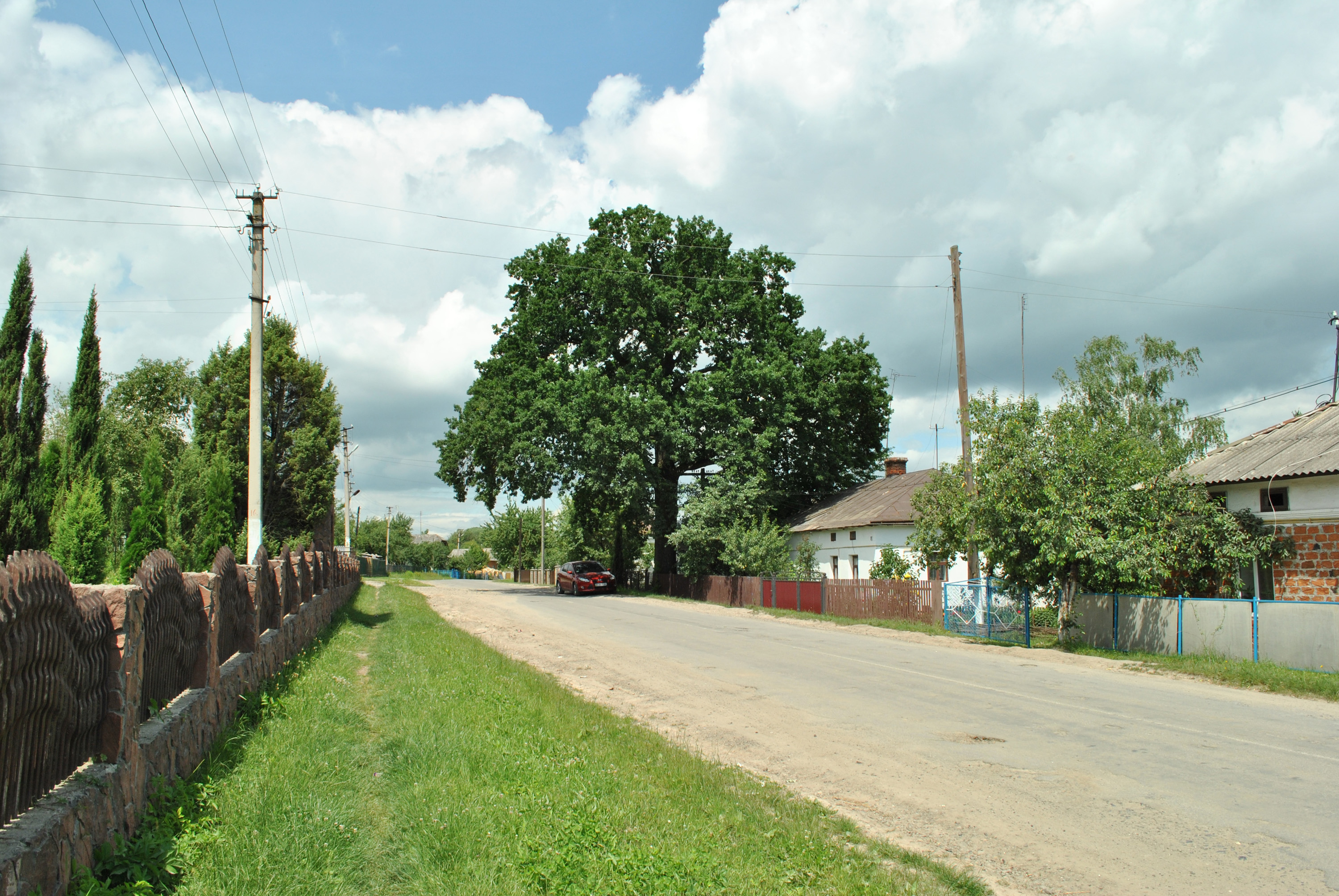
Вид на дуб
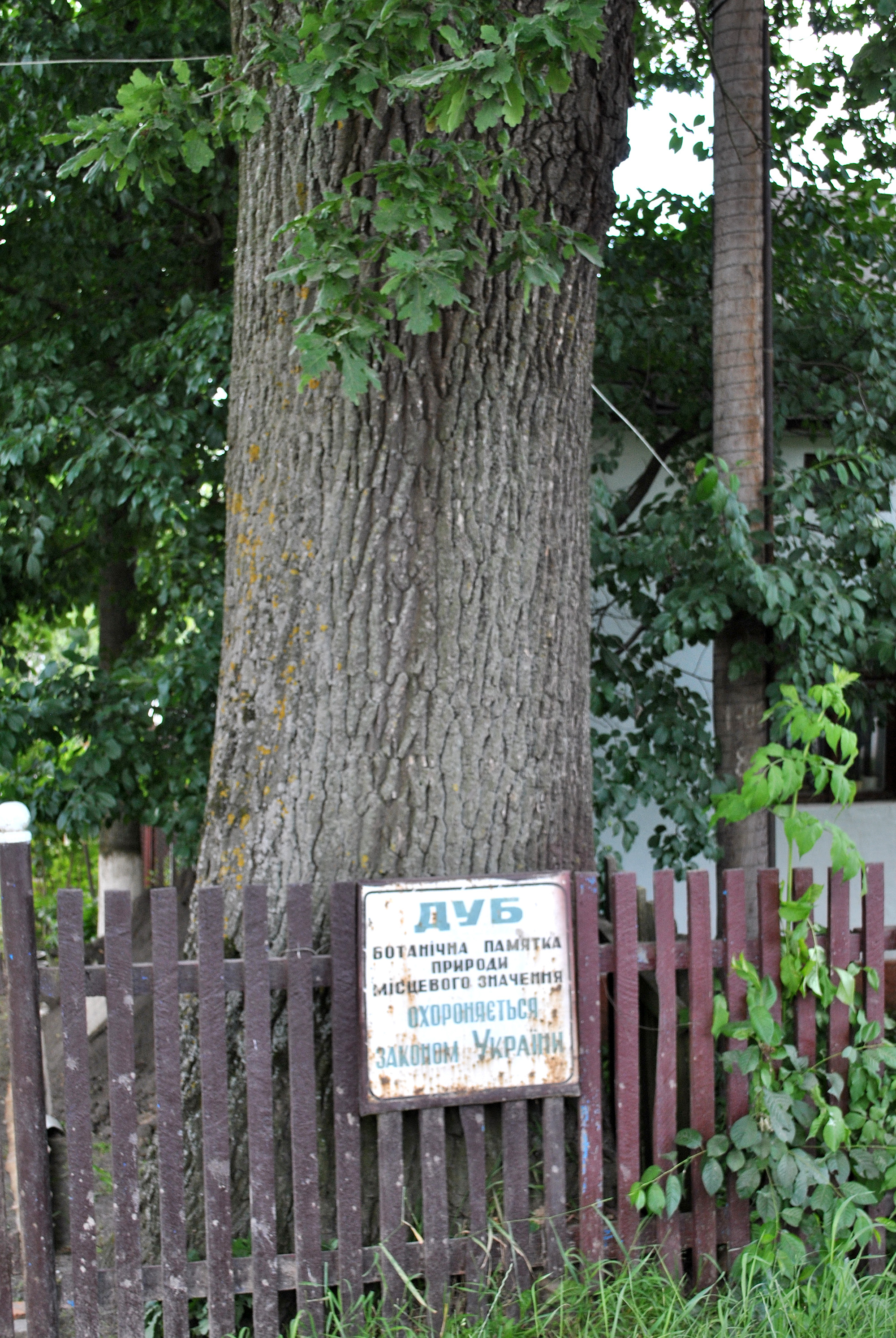
Охоронна таблиця